# Těrlicko
Těrlicko là một làng thuộc huyện Karviná, vùng Moravskoslezský, Cộng hòa Séc.